# Parc Otto Karhi
Le parc Otto Karhi (finnois : Otto Karhin puisto) est un parc du fossé situé dans le quartier de Pokkinen à Oulu en Finlande. 

## Présentation
La zone du parc est déjà en cours de rénovation dans les années 1830. 
La premier site à être rénové est le parc Appelgren.
En 1907, le nom du parc devient Palokunnanpuisto (finnois : parc des sapeurs-Pompiers), ce qui lui donne son surnom populaire d'aujourd'hui, celui de Letkunpuisto (finnois : parc du tuyau).
En 1956, il est officiellement rebaptisé parc Otto Karhi en l'honneur d'Otto Karhi, membre influent de la société coopérative d'Oulu et homme politique.
En 2011, le parc Otto Karhi fait peau neuve à la suite des travaux de rénovation. 
En 2014, le café Makia ouvre en remplacement du kiosque traditionnel.
Le pont traversant le fossé est restauré dans son style d'origine.
Le parc Otto Karhi, situé entre le parc Snellman et le parc de Vaara, est le parc central d'Oulu.

## Vues du parc

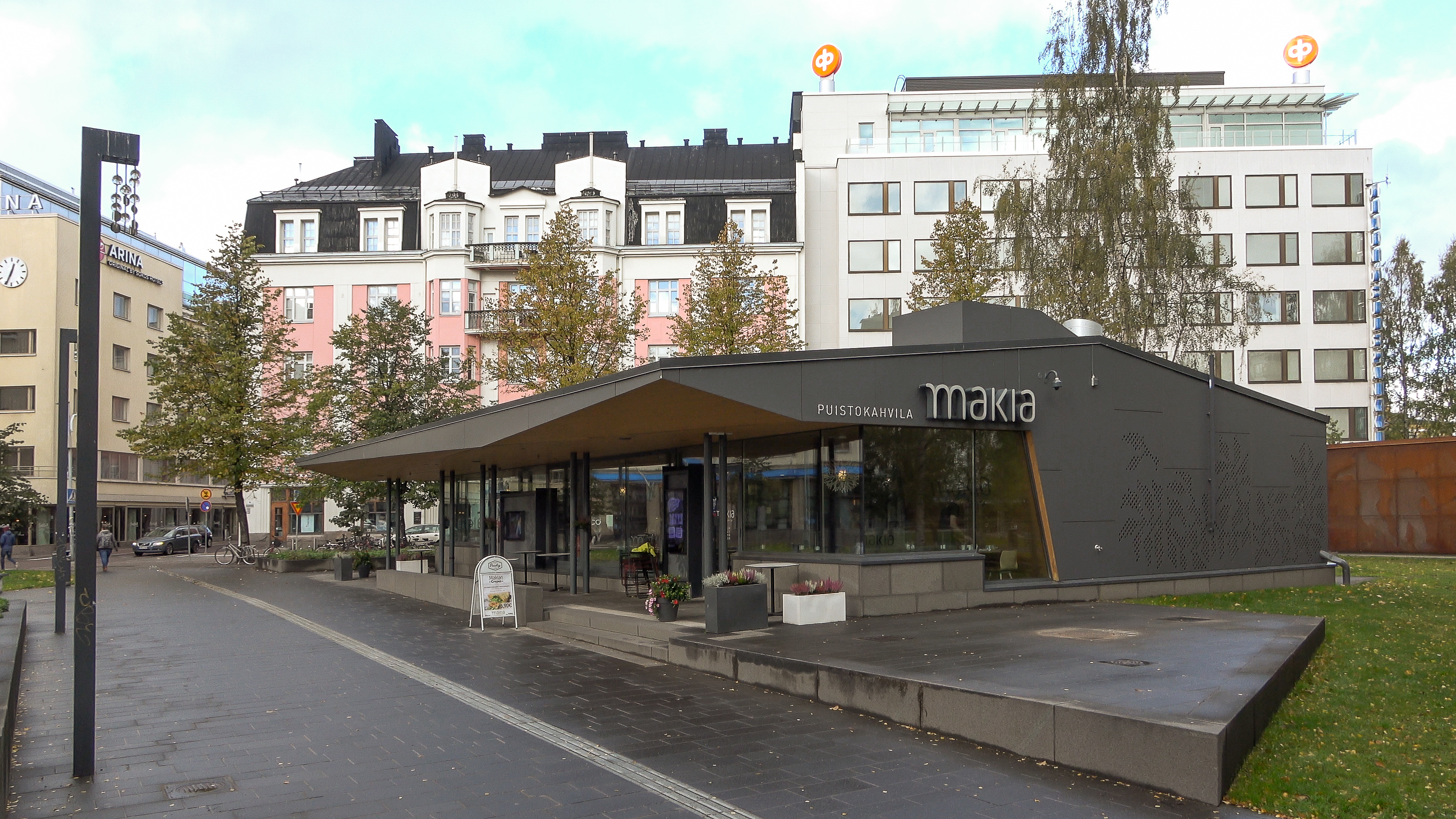
Le café Makia.
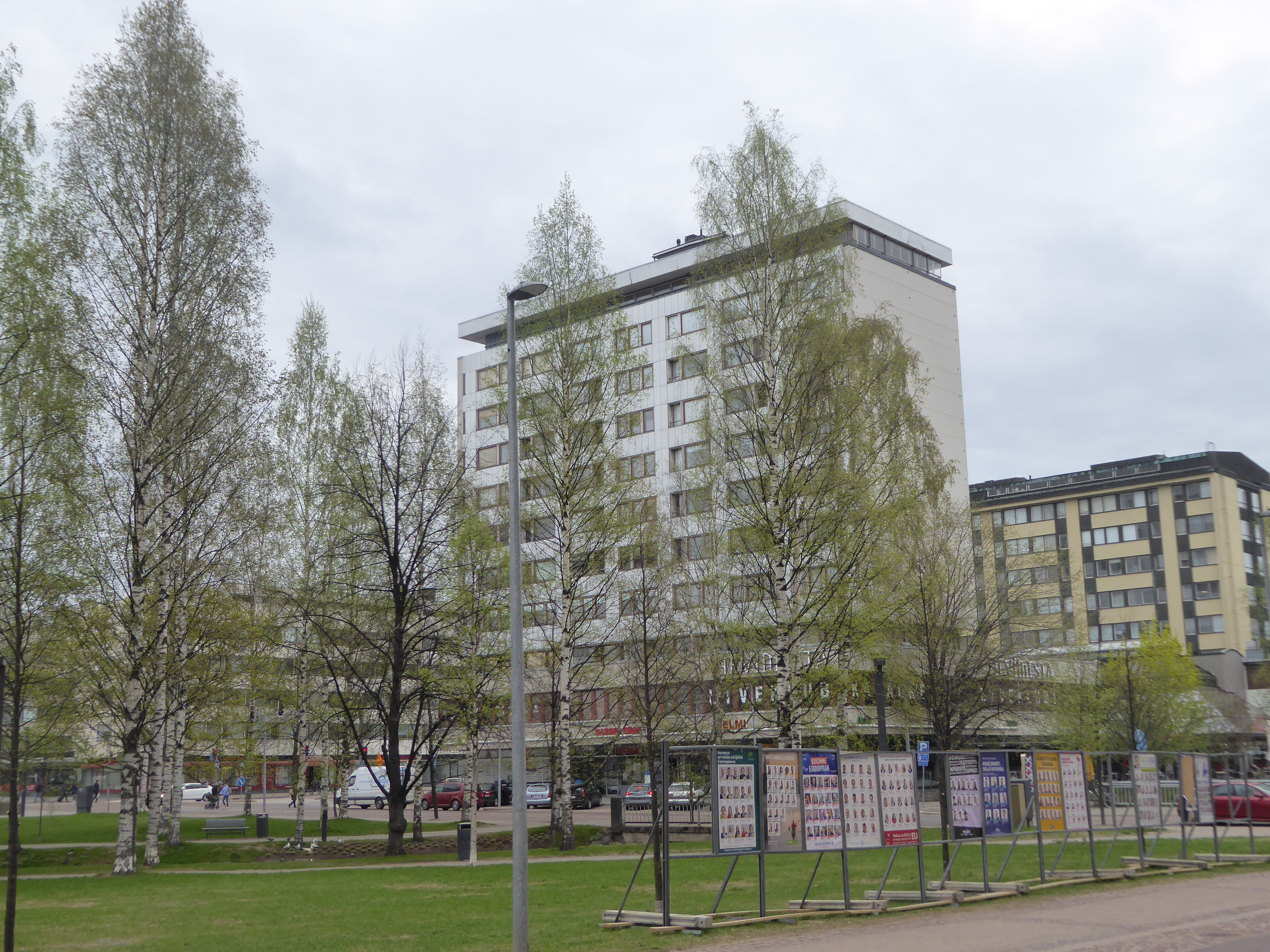
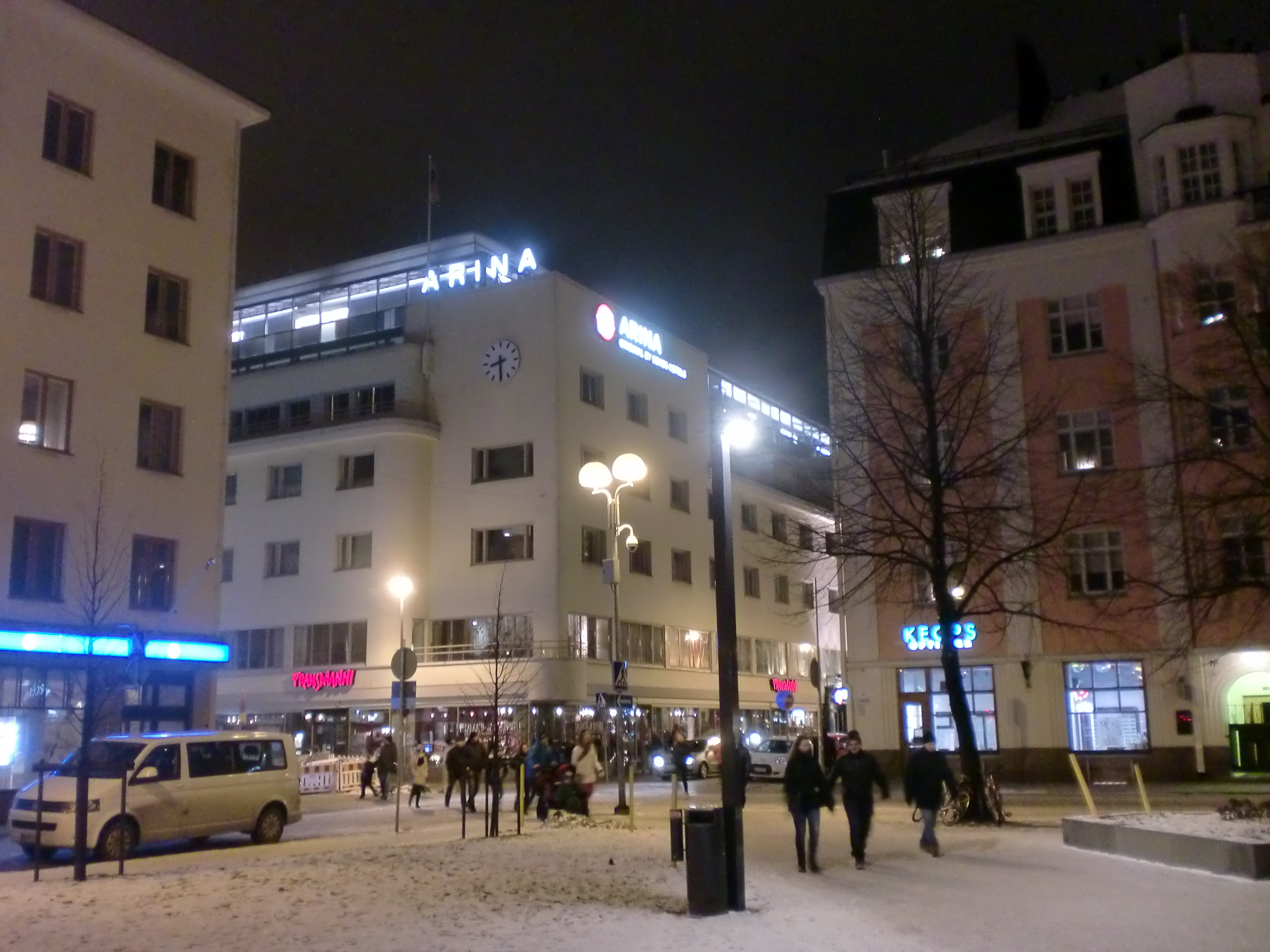
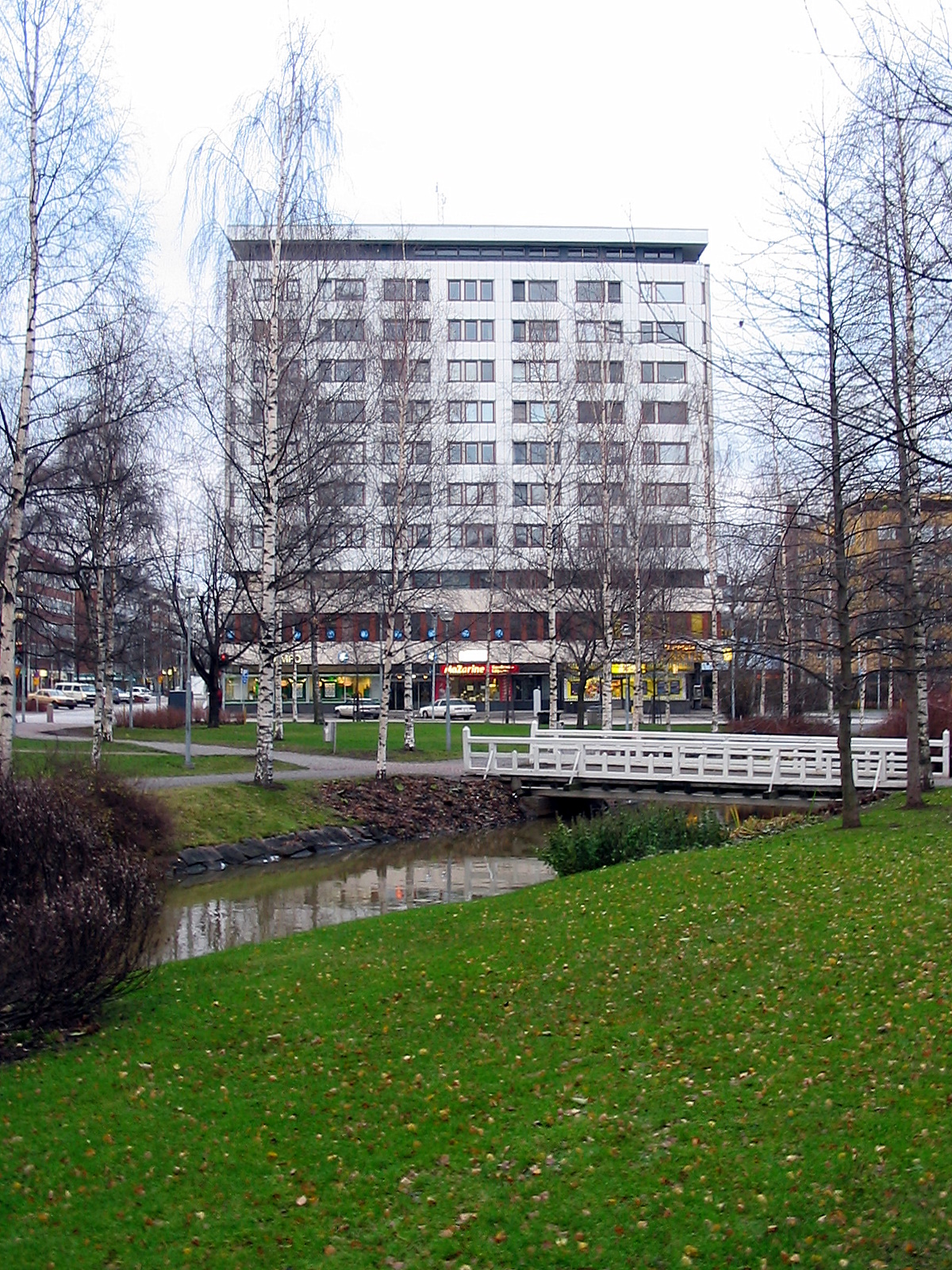
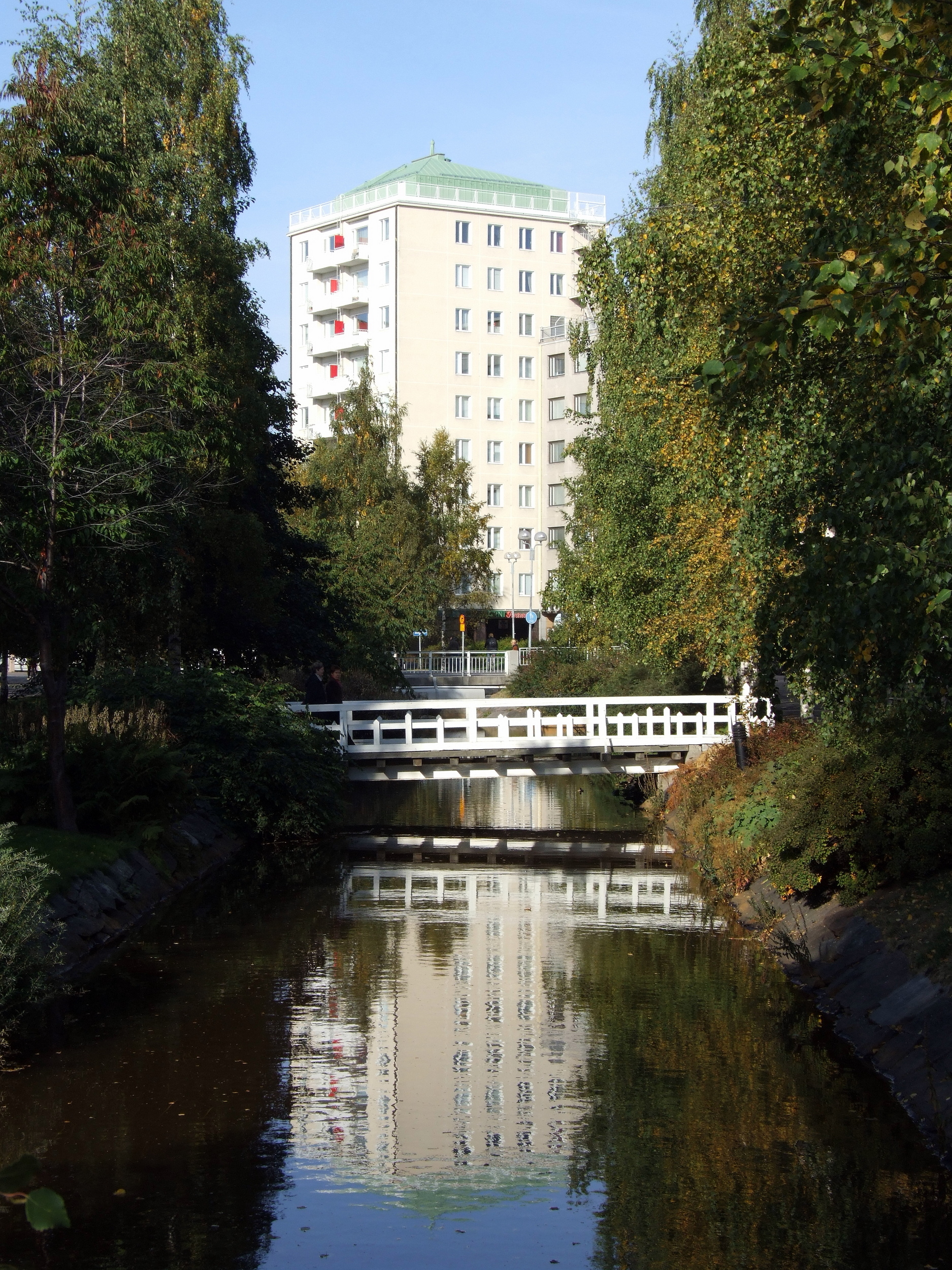